# Michelemmà
Michelemmà è una canzone popolare napoletana scritta da autori ignoti nel XVII secolo. È considerata una delle più importanti canzoni partenopee.

## Storia
Le notizie che si hanno sul brano sono poche e incerte. La tradizione attribuisce l'opera al pittore Salvator Rosa; la leggenda è rafforzata da due falsi: il primo fu realizzato da una pronipote del pittore, che nel 1770 realizzò un libro fasullo di spartiti di Salvator Rosa e lo vendette al compositore inglese Charles Burney; la seconda è frutto di un artificio messo in atto da Salvatore di Giacomo, che ha ricreato una tipica stampa seicentesca con il testo della canzone, indicando Salvator Rosa come autore. Ciò che è certo è che nel 1824 il motivo fu riscoperto e rielaborato dal compositore Guglielmo Cottrau, il quale lo pubblicò nei suoi Passatempi musicali.
Per il significato di "Michelemmà" vi sono varie interpretazioni:
- Michelemmà è contrazione di "Michela è mia" o "Michela a mare", e si tratterebbe dunque di una ragazza ischitana, come indicato anche dal termine "scarola".
- Michelemmà sta per "Michele 'e Ma", e il brano è dunque una filastrocca in cui una madre racconta al proprio figlio la storia dell'isola d'Ischia, soggetta un tempo alle invasioni turche, e la "scarola" indica la folta vegetazione d'Ischia.[5]

## Interpretazioni
- Roberto Murolo
- Gabriele Vanorio
- Sergio Bruni
- Massimo Ranieri